# Метродор (тиран Проконнеса)
Метродор (др.-греч. Μητρόδωρος) — тиран Проконнеса в конце VI века до н. э.
Во время предпринятого персидским царём Дарием I в 513 году до н. э. похода против скифов Метродор вместе с другими греческими тиранами охранял мост через Дунай. Метродор, как и остальные тираны, за исключением Мильтиада, узнав от скифов о затруднениях ахеменидского войска, согласился с мнением Гистиея из Милета, что им следует дождаться Дария, так как они правят в своих городах благодаря персам. Во время Ионийского восстания, по оценке Г. Берве примерно в 497—496 годах до н. э., Проконнес был захвачен и сожжен по приказу персидского военачальника Давриса. Исторические источники не сообщают об этом, но тирания в Проконнесе могла быть восстановлена и просуществовать вплоть до 478 года до н. э.